# Silifke

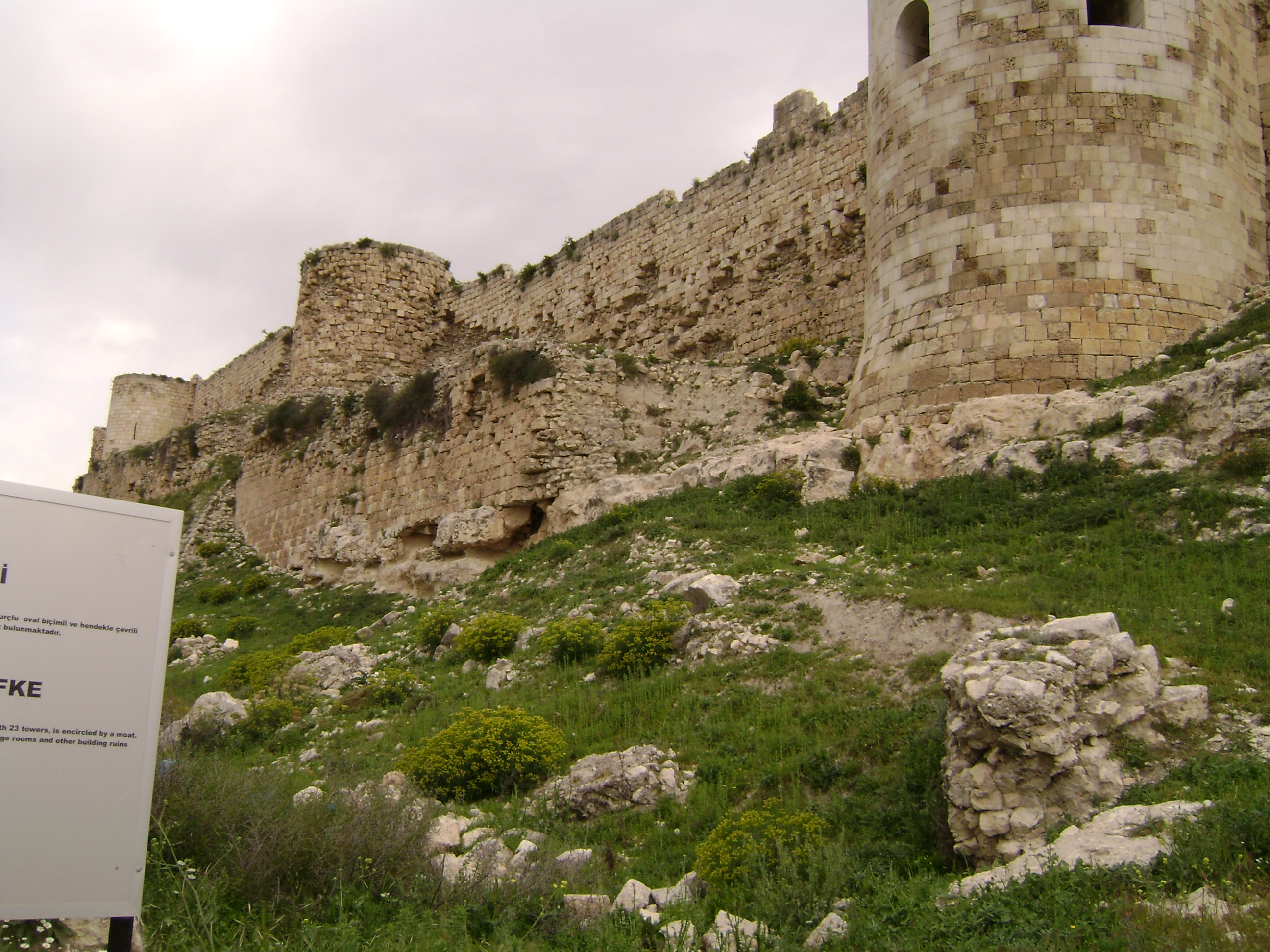
Murs exteriors del castell de Silifke

Silifke o Selefke, en grec: Σελεύκεια, Selèucia; en àrab, Seleukiya; en armeni, Selefkia o Selewkia; en franc, Le Selef, Salef, Saleph, és una localitat i un districte al centre-sud de la província de Mersin (abans, a la província d'Adana), a 87 km a l'oest de Mersin, al costat del riu Göksu (antic Calycadnos), no lluny de les muntanyes del Taure, Turquia, però a només 14 km de la mar Mediterrània.

## Història

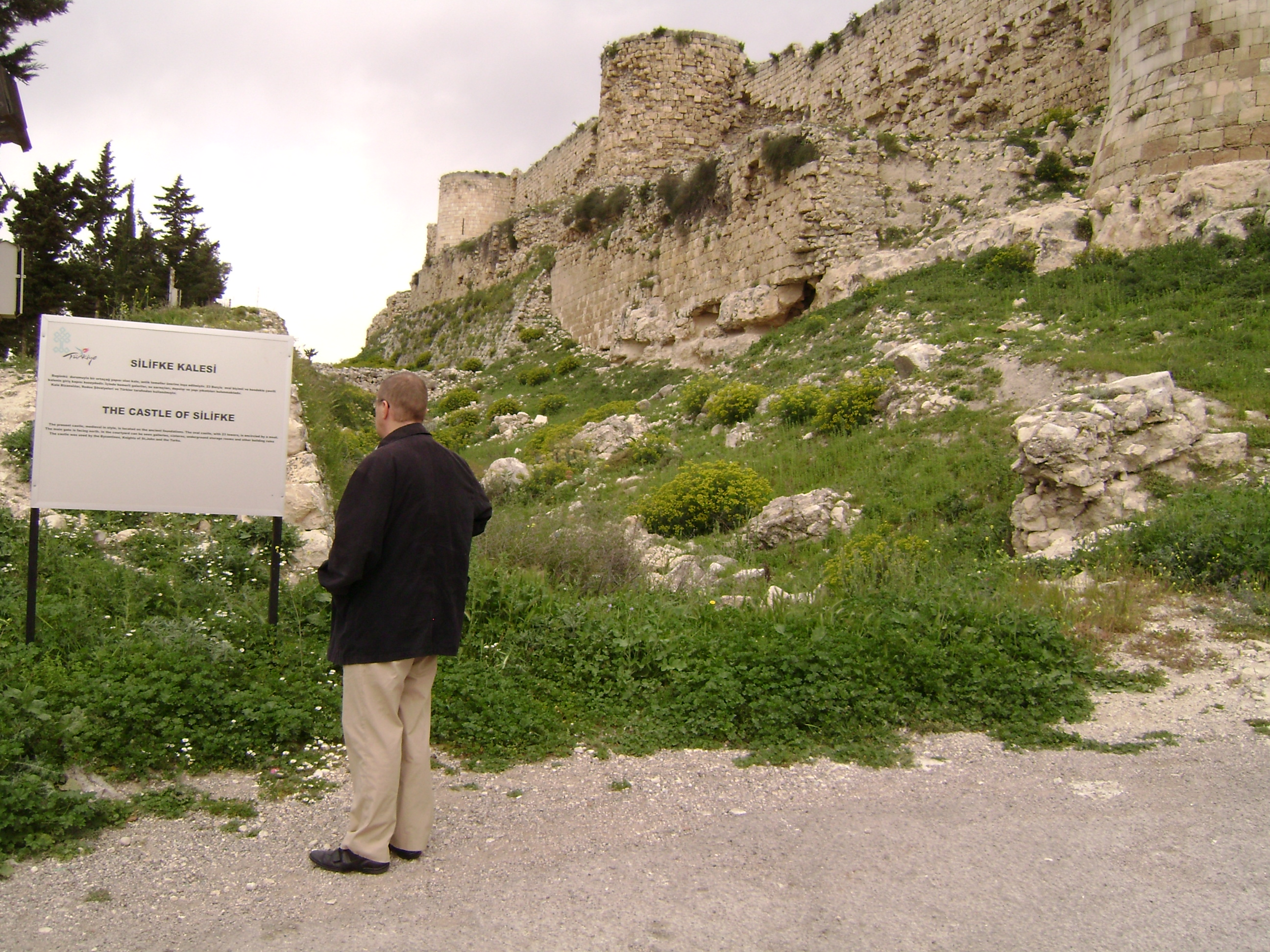
Aquest castell no té una entrada

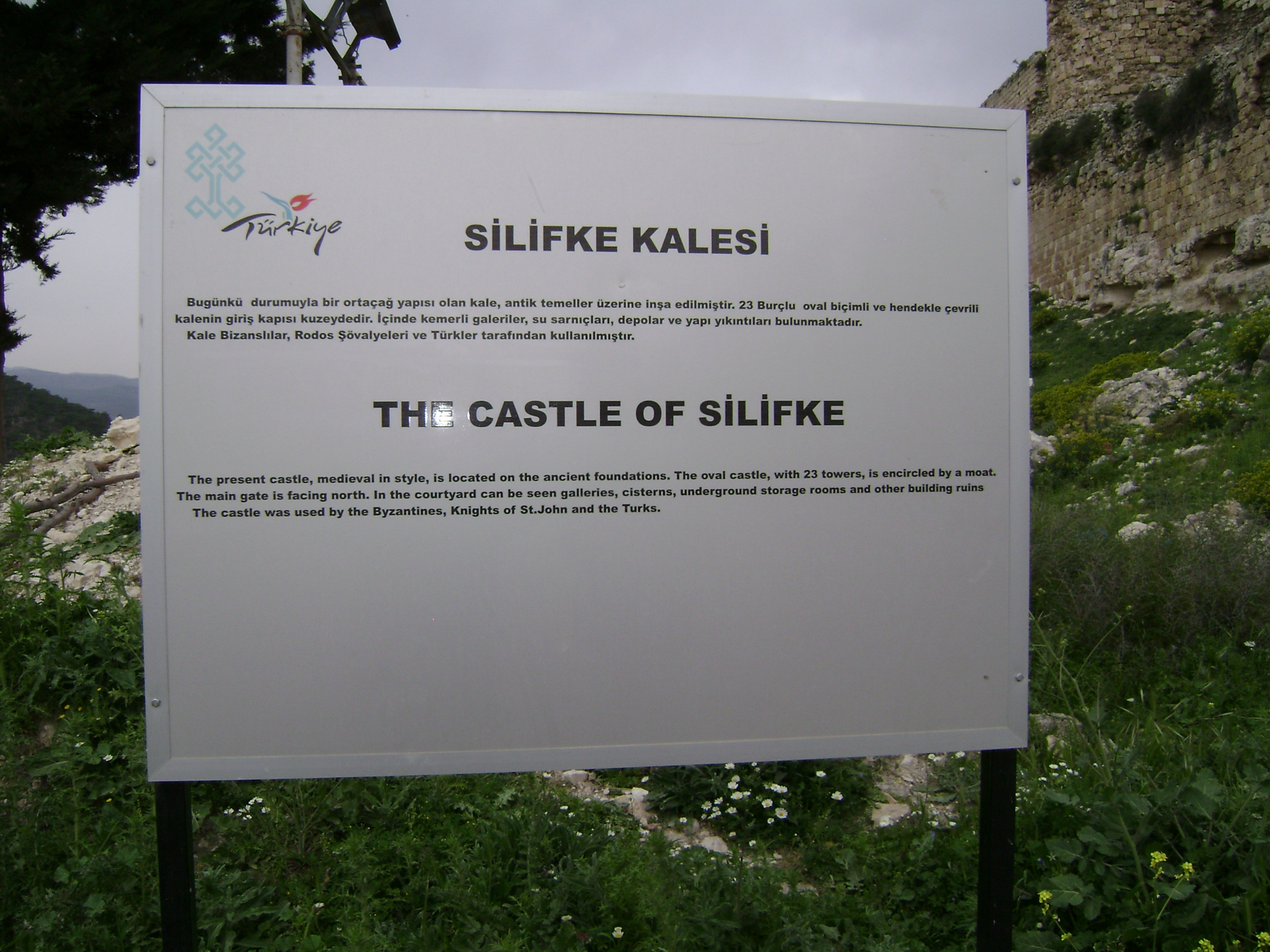
Panell turístic descrivint el castell de Silifke

Fou fundada per Seleuc I Nicàtor vers el 301 aC, en un territori on existien ja dues ciutats: Olba i Hiria, que Seleuc va unificar; la ciutat va incloure també després la població propera d'Holmi (moderna Taşucu), que era una colònia grega jònica, però vulnerable als atacs pirates en estar a la costa; la nova població fou traslladada una mica elevada, però no lluny del riu; era més segura contra els atacs al litoral i va prosperar de manera notable arribant a rivalitzar amb Tars. Quan Isàuria va esdevenir de fet un estat independent, Selèucia en fou la capital. Fou ocupada pels romans el 75 aC i, més tard, va formar part de la província de Galàcia. Un conegut pont de pedra fou construït allí pel governador L. Octavi Menor el 77 dC. El temple de Zeus (Júpiter), construït al segle ii, encara s'hi conserva; la famosa escola de filosofia i literatura dels peripatètics Ateneu de Selèucia i Xenarc de Selèucia, tenia seu a la ciutat. Als primers temps del cristianisme, Selèucia fou seu d'un bisbat metropolità. Alguns concilis van tenir lloc a Selèucia: el 325, 359 (en presència del bisbe local Neones) i 410. Al concili ecumènic de Nicea del 325, hi va assistir el bisbe Agapetus de Selèucia; al de Constantinoble del 381, el bisbe Symposius; al d'Efes del 431, el bisbe Dexianus; al segon concili d'Efes i al concili de Calcedònia, hi havia present el famós orador de Selèucia, Basili. Teodor fou present al cinquè concili ecumènic del 553 i Macrobi al sisè, i al concili de Trullo del 692. Selèucia va romandre seu titular catòlica fins a la mort del darrer bisbe el 1971, quan va quedar vacant.
Selèucia fou famosa per la tomba de la verge santa Tecla d'Iconi, que havia estat convertida al cristianisme per sant Pau apòstol, que va morir a la ciutat; la tomba fou molt cèlebre i fou restaurada diverses vegades pels emperadors romans d'Orient, entre els quals destaca l'arranjament de Zenó al segle v; avui dia, les ruïnes de la tomba i del santuari s'anomenen Meriamlik. El governador romà d'Orient (comes Isauriae) hi disposava de dues legions al segle v, la Legio II Isaura i la Legio III Isaura; una necròpolis cristiana d'aquest període (segles V i VI) es troba a l'oest de la ciutat amb nombroses tombes de soldats cristians. Segons Notitia Episcopatuum d'Antioquia, del segle vi, el metropolità de Selèucia tenia 24 seus sufragànies. També hi ha un castell romà d'Orient (però la part que subsisteix sembla datar del segle xiii). El castell, tot i ser atacat diverses vegades pels àrabs, que la van arribar a ocupar breument el 705, va restar en mans dels romans d'Orient fins a finals del segle xii. El 732, la província eclesiàstica d'Isàuria fou incorporada al patriarcat de Constantinoble, i la província figura en la Notitiae Byzantium sota el nom de Pamfília. En la Notitiae de Lleó VI el Filòsof el Savi (vers 900), Selèucia tenia 22 bisbats sufraganis i en la de Constantí VII Porfirogeneta (vers 940) n'eren 23. El 968, Antioquia va ser recuperada pels romans d'Orient i la província d'Isàuria amb Selèucia fou retornada al patriarcat d'Antioquia.
Al final del segle xi, després de la victòria seljúcida en la batalla de Mantziciert (1071), la ciutat va resistir els atacs fins al 1137; llavors, fou assetjada per Lleó, rei del Regne Armeni de Cilícia, que se'n va apoderar. Llavors, l'antic castell romà d'Orient fou ampliar i reforçat. El 10 de juny del 1190, l'emperador Frederic I Barba-roja es va ofegar al riu Calycadnos quan el volia creuar prop de Selèucia, durant la tercera Croada. Al segle xiii, apareix en mans dels hospitalaris, que la van perdre a la segona meitat del segle enfront de Kerîmeddin Karaman Bey, dels karamànides. Les notícies llavors es van fer escasses; el territori va acabar en mans dels otomans sota el general Gedik Ahmet Pasha el 1471.
Fins al 1930, Silifke fou capital de la província d'İçel, però aquest any fou degradada a districte de la província de Mersin per haver votat al partit d'oposició (Serbest Cumhuriyet Fırkası) en les eleccions generals d'aquell any; les províncies d'İçel i Mersin foren fusionades en l'única d'İçel de la qual Mersin fou capital. El 2002, la província va agafar el nom de Mersin. No és clar per què l'Enciclopèdia de l'Islam (IX, 634) situa Silifke a la província d'Adana, però sembla que es tracta d'un error en ubicar la ciutat a 87 km a l'est de Mersin (en comptes de 87 km a l'oest).

## Monuments
Les coves del "Cel i l'Infern" ('Cennet ve Cehennem'), que s'han esfondrat en dos llocs i han revelat profunds forats a terra. Narlıkuyu és un llogaret atractiu, on la gent de Mersin venen a menjar peix i gaudir de la platja. El lloc de pícnic és al bosc Doktorun Yeri. El poble de Silifke té molt ben conservades algunes antigues ruïnes, incloent-hi: les prominents restes del castell a dalt d'una roca per sobre la ciutat, les muralles de la ciutat, un gran dipòsit d'aigua excavat a la roca, i una extensa necròpolis de tombes excavades a la roca amb inscripcions.